# Puntmutatie
Een puntmutatie is een verandering in het DNA door een kleine verandering binnen een gen. Als een mutatie slechts één nucleotide (of ook wel enkele nucleotiden) betreft, dan is er sprake van een puntmutatie, een kleinschalige mutatie. Hierbij ontstaat een verandering in de samenstelling van de codons. Hoewel het aantal nucleotiden bij substitutie niet verandert, wordt er wel een nucleotide in het chromosomaal DNA gewijzigd. Bij deletie wordt het aantal nucleotiden verlaagd, bij insertie wordt het aantal nucleotiden verhoogd.
Een mutatie die optreedt in een gen dat codeert voor een eiwit kan verschillende gevolgen hebben voor de structuur van dat eiwit.

## Basensubstituties
Bij basensubstituties wordt het ene nucleotide uitgewisseld voor een andere.
- Bij een transitie wordt een purine  (Adenine of Guanine) vervangen door de andere purine of een pyrimidine (Cytosine of Thymine) door de andere pyrimidine. Transities zijn de meest voorkomende puntmutaties, want hier vindt geen structuurverandering plaats, een purine blijft een purine en een pyrimidine blijft een pyrimidine.
- Bij een transversie wordt een purine vervangen door een pyrimidine (A of G door C of T) of andersom.

Basensubstituties kunnen een codon veranderen, met als mogelijk gevolg:
- een stille mutatie (silent): het nieuwe codon codeert toevallig voor hetzelfde aminozuur en heeft dus geen gevolgen voor het fenotype.
- een missense-mutatie: het nieuwe codon codeert voor een ander aminozuur.
- een nonsense-mutatie: het nieuwe codon is een stopcodon, waardoor het eiwit ingekort wordt.

## Frameshiftmutatie
Frameshiftmutaties of rasterverschuiving zijn het gevolg van indel-mutaties (INsertion DELetion) van een of enkele naburige nucleotiden. De genetische code wordt dan ernstiger verstoord dan door de meeste puntmutaties.
- Bij kleinschalige deleties worden een of enkele naburige nucleotiden uit de sequentie verwijderd.
- Bij kleinschalige inserties worden een of enkele naburige nucleotiden aan de sequentie toegevoegd.

Bij inserties en deleties is de kans op ingrijpende gevolgen groter dan bij substituties: verwijdering of toevoeging van een of meer nucleotiden resulteert in een verschuiving van het leesraam (reading frame), waardoor abnormale eiwitten worden gevormd. Abnormale eiwitten ten gevolge van een mutatie worden meestal gewoon afgebroken, maar soms kan zo'n abnormaal eiwit zich ophopen, zoals bij sikkelcelanemie.